# Malaysia Super League
De Malaysia Super League (Maleisisch: Liga Super Malaysia), ook wel Super League (Maleisisch: Liga Super) genoemd, is de hoogste mannenvoetbaldivisie in Maleisië. De competitie is een gevolg van de beslissing genomen door de Football Association of Malaysia om de competitie te privatiseren. Het eerste seizoen vond plaats in 2004.

## Landskampioenen

### Ranglijst landskampioenen (2004-)
| Club                    | Titels | Seizoenen                                                           |
| ----------------------- | ------ | ------------------------------------------------------------------- |
| Johor Darul Ta'zim F.C. | 11     | 2014, 2015, 2016, 2017, 2018, 2019, 2020, 2021, 2022, 2023, 2024/25 |
| Kedah Darul Aman        | 2      | 2007, 2008                                                          |
| Selangor                | 2      | 2009, 2010                                                          |
| Kelantan                | 2      | 2011, 2012                                                          |
| Sri Pahang              | 1      | 2004                                                                |
| Perlis                  | 1      | 2005                                                                |
| Negeri Sembilan         | 1      | 2006                                                                |
| LionsXII                | 1      | 2013                                                                |

### Landskampioenen (2004-2024)
- 2004: Sri Pahang
- 2005: Perlis
- 2006: Negeri Sembilan
- 2007: Kedah Darul Aman
- 2008: Kedah Darul Aman
- 2009: Selangor
- 2010: Selangor
- 2011: Kelantan
- 2012: Kelantan
- 2013: LionsXII
- 2014: Johor Darul Ta'zim
- 2015: Johor Darul Ta'zim
- 2016: Johor Darul Ta'zim
- 2017: Johor Darul Ta'zim
- 2018: Johor Darul Ta'zim
- 2019: Johor Darul Ta'zim
- 2020: Johor Darul Ta'zim
- 2021: Johor Darul Ta'zim
- 2022: Johor Darul Ta'zim
- 2023: Johor Darul Ta'zim
- 2024/25: Johor Darul Ta'zim